# Janara (film)
Janara è un film del 2014 diretto da Roberto Bontà Polito.
La pellicola, sceneggiata da Alessandro Ricciardi e Brando Curattini, prende ispirazione dalla janara, figura del folclore campano assimilabile a quella più nota della strega, e si ambienta in un reale paese della provincia di Benevento, San Lupo.

## Trama
Un uomo anziano sta sviluppando delle foto nella sua cantina quando, in preda a un improvviso malore, muore. La foto che stava sviluppando sembra dunque acquisire vita propria. Qualche giorno dopo, Alessandro e Marta raggiungono il paese di San Lupo proprio per via della morte dell'uomo: egli era infatti il nonno di Marta, che dovrà dividere con sua sorella Veronica l'eredità lasciata dall'uomo. I due si presentano sul posto di lavoro di Veronica che, tuttavia, li tratta con relativa sufficienza e dice loro di non avere modo di ospitarli. Dopo essersi scontrati con la reticenza degli autoctoni, che li hanno scambiati per giornalisti intenzionati ad intervistare le persone del luogo a causa dei recenti rapimenti di bambini, i due incontrano il prete Andrea, un tempo grande amico di Marta. Il prete telefona a un'altra vecchia amica della donna, Giulia, che accetta di ospitarli in casa propria. Qui i due hanno modo di rivelare a Giulia che aspettano un bambino, conoscono suo marito Walter e il loro figlio, scoprendo una situazione matrimoniale molto infelice che i due tengono nascosta al paese: Walter vorrebbe non essere mai diventato padre ed esce ogni sera da solo con i suoi amici, ma Giulia rifiuta categoricamente l'idea della separazione.
Il giorno dopo, Marta e Alessandro si recano presso la casa in cui il nonno è morto: qui si imbattono nella zia Giovanna, una donna molto strana e apparentemente pazza che continua a ripetere che Marta dovrebbe stabilirsi definitivamente nel paese. Interagendo con le persone del luogo, la coppia si rende conto di come siano convinte che a rapire i bambini non sia un semplice pedofilo ma una janara, strega malefica che viene solo di notte e che può essere debellata solo tenendo fuori dalla porta una tazza piena di sale: la strega sarà infatti costretta a contare i granelli, e poiché nel tempo che impiega sorge il sole, i suoi poteri si vanificano. Marta e Andrea non credono in queste dicerie tuttavia, proprio nella notte in cui Marta fa inavvertitamente rompere la tazza tenuta fuori da Giulia e Walter, il figlio della coppia viene aggredito da una forza sovrannaturale. Dopo questo avvenimento il litigio fra Giulia e Walter esplode più feroce che mai, e Marta va sotto choc a tal punto da decidere di mandare Alessandro da solo allo spoglio del testamento di suo nonno. A quel punto, Alessandro va dal notaio insieme a sua cognata e nel mentre Marta va in casa canonica per trascorrere del tempo con Andrea.
Andrea racconta a Marta della leggenda della janara incinta, la quale era stata bruciata sul rogo perché affermava di essere incinta del figlio del diavolo e ricattava gli abitanti del posto chiedendo una somma enorme per lasciare San Lupo. Il prete afferma che è di quella particolare janara che gli autoctoni hanno paura, dopo di che porta Marta con sé nel bosco per celebrare una sorta di esorcismo che gli è stato richiesto dai parrocchiani per scacciare la strega. Mentre loro sono via, Alessandro e Veronica raggiungono la canonica ma non li trovano: Veronica ne approfitta per sedurre il cognato e portarselo a letto. Nel frattempo, Marta si allontana dal rito perché infastidita dai suoi ex compaesani e si perde nel bosco, in balia di strane visioni in cui vede i bambini scomparsi. Andrea ritrova Marta dopo diverso tempo e la riaccompagna a casa: qui il prete ha un accesso diverbio con Alessandro, il quale è diviso fra senso di colpa e apprensione verso la moglie incinta, dopo di che Marta viene messa a letto. Andrea le serve una camomilla in cui ha inserito un medicinale di nascosto: il principio attivo terrà la donna addormentata per quasi 24 ore. Al suo risveglio, Alessandro è andato a fare una passeggiata e solo Veronica è lì con lei: le due sorelle passano la serata insieme per la prima volta dopo anni, poiché Marta si era allontanata dal paese dopo aver scoperto che la sorella aveva fatto sesso col suo fidanzato di allora. Veronica rivela che in realtà la janara incinta era una persona buona, la quale era stata uccisa semplicemente perché incinta di qualcuno del paese.
Mentre Alessandro è fuori si imbatte in Walter, visibilmente ubriaco: dopo poco Giovanna, la zia pazza di Marta, inizia ad urlare che Walter è stato ucciso dalla janara, scatenando immediatamente l'arrivo dell'intero paese sul posto. Mentre tutti sono accorsi lì, una donna incinta del paese inizia ad urlare a squarciagola: quando le persone arrivano da lei è ormai tardi, la donna è stata uccisa. A questo punto persino Alessandro è certo che la janara non sia una finzione e cerca di portare Marta via da lì: l'uomo e Veronica si scontrano dunque con Giovanna, che ci tiene più che mai a tenere la nipote al paese, e che per questo rivela a tutti il tradimento che si era consumato il giorno prima. Disgustata, Marta si rifugia da Andrea ma quando questi prova a drogarla di nuovo ha una visione in cui alcuni bambini rapiti le rivelano le sue vere intenzioni: la donna scappa di nuovo, imbattendosi questa volta in sua zia che la porta con sé presso l'abitazione in cui viveva l'antica janara. Andrea, turbato, inizia ad inveire contro le persone del posto affermando che sono i loro peccati ad aver attirato la janara: in questo modo scatena una terribile reazione contro Veronica, che rischia di essere linciata a morte dalla gente. Il prete le permette allora di rifugiarsi in canonica e si rifiuta poi di consegnarla alla folla: questi allora se la prendono con lui uccidendolo, per poi andarsene ognuno a casa propria.
Salva, Veronica incontra Alessandro e gli rivela che molti anni prima Giovanna aveva rapito Marta per portarla nella casa dove si diceva avesse abitato la janara. L'uomo si precipita qui per cercare sua moglie: nel frattempo Giovanna, che è in realtà una janara, ha dato inizio ad un rito per trasformare anche sua nipote in una di loro. Il rito non va a buon fine per via della gravidanza della donna: quando Alessandro arriva sul posto la strega inizia a torturarlo con i suoi poteri, ma l'uomo riesce a conficcarle delle forbici di ferro in una gamba e riesce in questo modo a combatterla, complice anche l'intervento della janara incinta di cui tutti hanno paura. Una volta sconfitta Giovanna, Marta parla con la janara originale e le chiede di interrompere la sua opera: per quanto ciò che lei aveva subito fosse una violenza terribile, in questo modo infatti non sta più punendo i suoi aguzzini ma dei bambini innocenti. La janara si lascia convincere da Marta e lascia che i bambini rapiti ritornino dalle loro famiglie.
Dopo i titoli di coda, la scena si sposta in casa di Marta, che ha partorito, ed Alessandro: mentre questi controlla suo figlio attraverso un baby monitor, Giovanna si avvicina alla culla e rapisce il neonato.

## Produzione
Lo sceneggiatore Brando Currarini ha dichiarato che l'idea del film è nata proprio mentre era in visita, insieme ad alcuni amici appassionati di fotografia, nel paese di San Lupo. Il gruppo si imbatté in una signora anziana che, oltre a vendere loro del cibo tipico del paese, accettò di raccontare anche una storia del posto affinché fosse d'ispirazione per il loro progetto artistico: la donna raccontò dunque le leggende sulle janare. Successivamente Curradini ha ampliato le ricerche sull'argomento, approfondendo gli aspetti mistico, storico e religioso, per poi basarsi sulle conoscenze acquisite per la sceneggiatura del film. Una volta completata la sceneggiatura, Curradini ha presentato il progetto a Alessandro Ricciardi e Gianluca Varriale della Vargo Film, che hanno accettato di produrre il film dopo che Ricciardi ha parzialmente modificato la sceneggiatura originale. La regia è stata affidata a Roberto Bontà Polito, che da napoletano è stato reputato in grado di rispettare l'anima dell'opera.

## Distribuzione
Il film è stato presentato per la prima volta durante il Social World Film Festival di Vico Equense per poi approdare nei mercati home video e on demand.